# Karl Theodor Müller
Karl Theodor Müller (* 21. November 1840 in Pretzsch an der Elbe; † 31. März 1909 in Koblenz) war ein deutscher Wasserbau-Ingenieur und zuletzt Rheinstrom-Baudirektor. 

## Leben

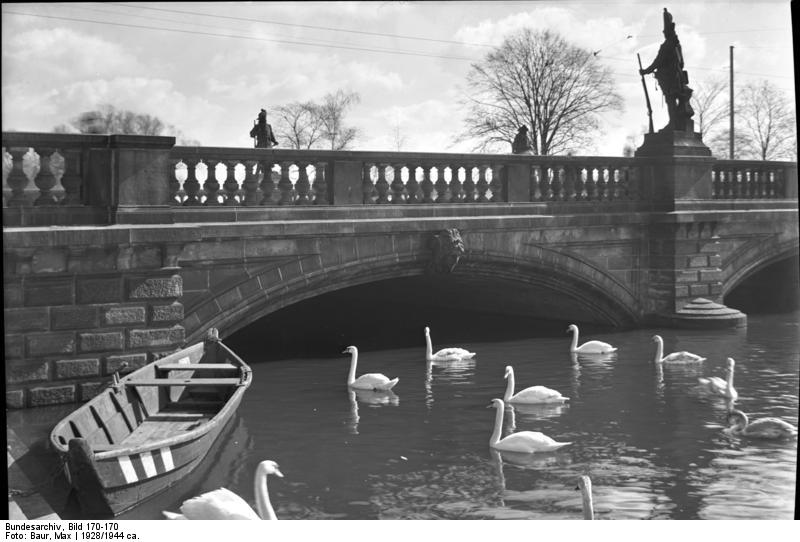
Lange Brücke in Potsdam, eingeweiht 1888

Von 1863 bis 1864 war Müller Baueleve in Pretzsch und besuchte anschließend die Bauakademie in Berlin. 1866 wurde er zum Bauführer ernannt, als der er bei Meliorationsprojekten in der Provinz Brandenburg, im Regierungsbezirk Trier, bei der Rheinischen und der Berlin-Potsdam-Magdeburger Eisenbahngesellschaft arbeitete. Erneut studierte er an der Bauakademie und legte die Zweite Staatsprüfung ab. 1875 wurde er zum Regierungsbaumeister ernannt. Bis 1876 war er Hilfsarbeiter im Ministerium der öffentlichen Arbeiten, als er die Leitung des Rheinsberger und später die des Zehdenick-Liebenwalder Kanalbaus übernahm. Im Herbst 1880 wurde er wasserbautechnischer Hilfsarbeiter bei der Regierung in Potsdam. 1882 wurde er zum Wasserbauinspektor ernannt, und am 1. April 1885 mit der Leitung der Wasserbauinspektion Potsdam beauftragt. Seine erste große Aufgabe war hier der Neubau der Langen Brücke in Potsdam, für deren gut Ausführung er mit dem Roten Adlerorden ausgezeichnet wurde. 1889 wurde er als technisches Mitglied in die Kommission zur Ausführung der Deich- und Schifffahrtsanlagen im Weichsel-Nogat-Deichverband berufen und 1891 zum Regierungs- und Baurat ernannt. Unter seiner Leitung wurde 1895 der Dünendamm in der Weichselmündung durchstochen und damit das große Regulierungswerk eröffnet, durch das Schäden durch Eisgang gemindert werden sollten. Kurzzeitig arbeitete er 1896 wieder im Ministerium der öffentlichen Arbeiten, ehe er im Sommer 1896 Rheinstrom-Baudirektor in Koblenz wurde. Hier setzte er die bereits 1879 geplanten und schon begonnenen Regulierungsarbeiten fort und brachte sie 1901 zum Abschluss.  Zum 1. Oktober 1909 schied er aus dem aktiven Dienst aus. Er starb kurz darauf an Herzversagen und hinterließ Ehefrau, zwei Söhne und eine Tochter.

## Auszeichnungen
- um 1889: Roter Adlerorden IV. Klasse
- um 1895: Roter Adlerorden III. Klasse mit der Schleife
- 1901: Kronenorden II. Klasse
- 1909: Roter Adlerorden II. Klasse mit Eichenlaub[1]
- ausländische Orden